# Can Ribes (la Cellera de Ter)
Can Ribes és una masia de la Cellera de Ter (Selva) inclosa a l'Inventari del Patrimoni Arquitectònic de Catalunya.

## Descripció
La masia actual és el fruit de diverses intervencions constructives, efectuades en diferents moments històrics.
En primer lloc tenim el que seria la masia primigènia, la qual consta de dues plantes i golfes, coberta amb una teulada a dues aigües de vessants a laterals i complementada amb un ràfec format per dues fileres que combina rajola plana i teula.
La planta baixa destaca el gran portal adovellat d'accés, d'arc de mig punt amb unes dovelles de grans dimensions i molt ben escairades. En la dovella central de la volta es pot contemplar un sol.
En el primer pis o planta noble, trobem tres obertures que corresponen a tres tipologies diferents. Així en primera instància tenim una finestra de tipologia renaixentista, equipada amb guardapols, muntants de pedra ben escairats i ampit treballat, sota del qual trobem la solució que consisteix en la dispoció de blocs o pedres - sol oscil·lar entre dos o tres- com a mesura de reforç en la sostentació de la finestra. En la zona de les impostes coincidint amb l'arrancada del guardapols trobem dos caps antropomòrfics al·lats esculpits en alt relleu. Al centre de la llinda trobem un motiu ornamental de caràcter floral i una inscripció que diu: “A 3 de matx 1575”. Posteriorment tenim una finestra d'arc trevolat en la llinda, ornada amb uns petits motius florals en les impostes. Finalment trobem una finestra rectangular, equipada amb llinda monolítica conformant un arc pla, muntants de pedra ben escairats i amb un ampit lleugerament treballat.
Pel que fa al segon pis, el qual executaria les tasques de golfes, al centre del seu espai físic trobem un rellotge de sol de dimensions importants. El rellotge està flanquejat per dues obertures, una per banda. Així a l'esquerra trobem uns badius emmarcats amb rajola i em una barana o ampit d'obra. Mentre que a la dreta tenim una finestra amb les impostes retallades en forma de quart de cercle, originant un petit arc conopial. A més, està equipada amb muntants de pedra i ampit treballat, sota del qual trobem la solució arquetípica de la disposició de pedres com a reforç.
En segon lloc, adossada immediatament al que seria la masia primigènia trobem una construcció projectada en format de torre. Aquesta contempla quatre plantes amb una coberta a tres vessants i amb un ràfec format per tres fileres de rajola. La composició del ràfec és la següent: primer una filera de rajola plana, llavors una filera de rajola acabada en punta de diamant, complementada per una altra filera de rajola plana. Tanca el conjunt una doble filera de teula girada.
La planta baixa destaca el portal adovellat d'accés d'arc de mig punt amb unes dovelles ben escairades. En el primer pis trobem una finestra doble d'arc de mig punt amb mainell cúbic, columna estriada i basament motllurat. En el segon pis tenim una finestra d'arc conopial amb decoració lobulada, equipada amb guardapols i ampit treballat. En la zona de les impostes coincidint amb l'arrancada del guardapols trobem dos caps humans dispars, ja que un mira avall i l'altra recta. Finalment en el tercer pis trobem uns badius de dimensions considerables, emmarcats amb rajola i em una barana o ampit d'obra.
Finalment tenim el que seria el tercer cos, el qual s'ha traduït en una construcció adossada perpendicularment, que consta de dues plantes i amb un ràfec sostentat per cairats de fusta. Totes les obertures que contempla, és a dir tant les de la planta baixa com les del primer pis no han rebut cap tractament singular, sinó que simplement estan emmarcades amb rajola.
En quant al tema dels materials prima la pedra. Dintre d'aquesta es reconeixen tres tipologies diferents: en primer lloc, tenim els còdols de riu sense desbastar i treballar localitatzats en tot l'espai físic de les respectives façanes. En segon lloc, la pedra de Girona, és a dir la pedra nomolítica i calcària, present en zones molt puntuals i concretes com ara la finestra de tipologia renaixentista. I en tercer lloc, la pedra sorrenca localitzada tant en les dovelles del portal d'accés com en els muntants i ampits de la resta de finestres.
Davant de la masia trobem el que seria l'era original, l'espai físic de la qual ha estat parcialment ocupat per una gran construcció que executaria les tasques de graner o paller. Aquest s'ha projectat físicament, en una gran construcció coberta amb una teulada a dues aigües de vessants a laterals i amb un monumental accés d'arc de mig punt amb unes dovelles de grans proporcions, ben escairades i amb una llum sensiblement accentuada.

## Història
En la planta baixa del que seria la masia primigènia, trobem un minúscula obertura sota de la qual es pot llegir una interessant inscripció que diu així: “MIQVUEL - RIB / A. MEAFETA / ANY. FER / 1 6 7 1”.